# Щербак, Александр Михайлович (лингвист)
Алекса́ндр Миха́йлович Щерба́к (18 декабря 1926, село Летняя Ставка — 28 января 2008, Санкт-Петербург) — советский и российский тюрколог и алтаист, доктор филологических наук, профессор.

## Биография
Родился 18 декабря 1926 года в селе Летняя Ставка (ныне Туркменского района Ставропольского края).
В 1944—1945 годах находился в составе войск 3-го Украинского фронта.
В 1948 году окончил филологический факультет Ставропольского педагогического института, поступил в аспирантуру Института языкознания, бывшего Института языка и мышления АН СССР в Ленинграде.
В 1951 году защитил кандидатскую диссертацию «Сказание об Огузе. (К истории узбекского языка)», а в 1968 году стал доктором филологических наук (диссертация «Сравнительная фонетика тюркских языков»). Принимал участие в составлении фундаментального «Древнетюркского словаря» (Л., 1969).
Автор свыше 80 научных публикаций.

## Основные работы
- К истории узбекского литературного языка древнего периода. 1953.
- К истории образования узбекского национального языка. 1954.
- Способы выражения грамматических значений в тюркских языках. 1957.
- Монеты из раскопок городища Ак-Бешим (Киргизская ССР) в 1953—1954 гг. / Л. Р. Кызласов, О. И. Смирнова, А. М. Щербак // Учёные записки Института востоковедения АН СССР. Т. XVI. 1958. С. 514—563.
- Знаки на керамике и кирпичах из Сиркела — Белой Вежи (К вопросу о языке и письменности печенегов) // МИА. Вып. 75. 1959. С 362—414.
- Об алтайской гипотезе в языкознании // Вопросы языкознания. 1959. № 6. С. 51—63.
- Огуз-наме. Мухаббат-наме: (Памятники древнеуйгурской и староузбекской письменности) / Институт языкознания АН СССР — М.: Издательство восточной литературы, 1959. 172 с.
- Названия домашних и диких животных в тюркских языках // Историческое развитие лексики тюркских языков. М., 1960. С. 82-172.
- Грамматический очерк языка тюркских текстов X—XIII вв. из Восточного Туркестана. М.—Л., 1961.
- Надпись на древнеуйгурском языке из Монголии // Эпиграфика Востока. Т. XIV. 1961. С. 23-25.
- Основные особенности южнохорезмского говора в сравнительном освещении. 1961.
- Грамматика староузбекского языка. М.-Л.: Изд-во АН СССР, 1962. 276 с.
- Древнеуйгурская надпись на серебряной чарке из могильника над Поляной // Древности Сибири, Дальнего Востока и Средней Азии. / КСИА. Вып. 114. М., 1968. С. 31-33.
- Сочинение Бабура об арузе. 1969.
- Сравнительная фонетика тюркских языков / А. М. Щербак; Отв. ред. член-корр. АН СССР А. Н. Кононов; Институт языкознания АН СССР. — Л.: Наука. Ленингр. отд-ние, 1970. — 204 с. — 2600 экз. (в пер.)
- Очерки по сравнительной морфологии тюркских языков: (Имя) / А. М. Щербак; Отв. ред. С. Н. Иванов; Институт языкознания АН СССР. — Л.: Наука. Ленингр. отд-ние, 1977. — 192 с. — 1900 экз. (обл.)
- Очерки по сравнительной морфологии тюркских языков: (Глагол) / А. М. Щербак; Отв. ред. С. Н. Иванов; Институт языкознания АН СССР. — Л.: Наука. Ленингр. отд-ние, 1981. — 184 с. — 2000 экз. (обл.)
- Очерки по сравнительной морфологии тюркских языков: (Наречие, служебные части речи, изобразительные слова) / А. М. Щербак; Институт языкознания АН СССР. — Л.: Наука. Ленингр. отд-ние, 1987. — 152 с.
- Введение в сравнительное изучение тюркских языков / А. М. Щербак; Институт лингвистических исследований РАН. — СПб.: Наука, 1994.
- Ранние тюркско-монгольские языковые связи (VIII—XIV вв.) / А. М. Щербак; Институт лингвистических исследований РАН. — СПб.: Наука, 1997.
- Тюркская руника: происхождение древнейшей письменности тюрок, границы её распространения и особенности использования / А. М. Щербак; Институт лингвистических исследований РАН. — СПб.: Наука, 2001. — 152 с. — 1000 экз. — ISBN 5-02-028472-6. (в пер.)
- Тюркско-монгольские языковые контакты в истории монгольских языков / А. М. Щербак; Отв. ред. И. Н. Новгородов; Рецензенты: В. Г. Гузев, Е. А. Кузьменков; Институт лингвистических исследований РАН, Институт гуманитарных исследований Академии наук Республики Саха (Якутия). — СПб.: Наука, 2005. — 200 с. — 500 экз. — ISBN 5-02-027002-4. (обл.)